# 그 자연이 네게 뭐라고 하니
"그 자연이 네게 뭐라고 하니"(영어: What Does that Nature Say to You)는 2025년 개봉한 대한민국의 드라마 영화이다. 홍상수가 감독과 각본을 맡았다. 제75회(2025년) 베를린 국제 영화제 황금곰상 경쟁후보작이다.

## 시놉시스
서른 살 시인 동화는 세 해를 사귄 애인 준희의 집 앞에서, 예상보다 큰 집 규모에 놀란다. 집 구경만 하고 나올 생각이었지만 준희의 아버지와 마주치며 하루를 그 집에서 보내게 된다. 도중에는 근처 강변의 절에도 다녀오고, 아버지가 직접 잡은 닭으로 준비된 식사도 함께한다. 밤이 깊어가며 술에 취한 동화는 자신의 속마음을 거침없이 드러내고, 이를 지켜보던 준희의 부모는 어딘가 낯선 이질감을 느낀다. 다음 날 이른 아침, 동화는 주차장에서 준희에게 간단히 인사한 뒤 조용히 집을 떠난다.

## 출연

### 주연
- 하성국 : 하동화 역
- 권해효 : 김오령 역
- 조윤희 : 최선희 역
- 강소이 : 김준희 역
- 박미소 : 김능희 역

## 참고 사항
- 홍상수 영화 가운데 오랜만에 2시간에 육박하는 러닝타임을 가진 영화다.